# John Vining
John Vining (ur. 23 grudnia 1758 w Dover w stanie Delaware, zm. w lutym 1802 w Dover w stanie Delaware) – amerykański prawnik i polityk.
W latach 1784–1785 był członkiem Kongresu Kontynentalnego.
W latach 1789–1793 podczas pierwszej i drugiej kadencji Kongresu Stanów Zjednoczonych zasiadał w Izbie Reprezentantów Stanów Zjednoczonych jako przedstawiciel stanu Delaware. Nie ubiegał się o reelekcję do izby reprezentantów na kolejną kadencję, ale został wybrany jako reprezentant Delaware do Senatu Stanów Zjednoczonych, gdzie zasiadał w latach 1793–1798.